# Little Terrorist
Little Terrorist ist ein indisch-britischer Kurzfilm von Ashvin Kumar aus dem Jahr 2004.

## Handlung
Der Junge Jamal ist ein pakistanischer Muslim, der direkt an der Grenze zu Indien lebt. Diese ist durch ein schwerbewachtes Minenfeld gesichert, an dem Wachtürme der Inder stehen. Beim Cricket-Spiel mit seinen Freunden fällt der Cricketball in das Minenfeld. Jamal robbt unter dem Stacheldrahtzaun hindurch zum Ball. Als Schusssalven ertönen, rennt Jamal los und befindet sich auf einmal auf der indischen Seite. Er flieht vor den Grenzsoldaten, die in ihm einen Terroristen vermuten. Jamal versteckt sich, als vor ihm ein Mann mit Fahrrad auftaucht. Die Grenzsoldaten halten den Mann an, in dem sie den Gesuchten vermuten. Er jedoch nimmt seine Kopfbedeckung ab und es zeigt sich, dass es sich bei ihm um einen hinduistischen Brahmanen handelt, der nach eigener Aussage gerade vom Unterricht kommt. Der Mann, der Bhola heißt, hat Jamal längst gesehen und schickt die Soldaten auf eine falsche Fährte. Jamal berichtet ihm vom Cricketspiel und schließt sich ihm an. Unbemerkt kommt er zu Bholas Haus, doch weigert sich Bholas Nichte Rani zunächst, ihn einzulassen, da er Muslim ist. Erst als die Soldaten im Dorf auftauchen, um den „Terroristen“ zu finden, lässt sie ihn in das Haus. Eilig schneiden sie Jamal die Haare ab und präsentieren ihn vor den Soldaten als stummen Verwandten. Der Trick funktioniert. In der Nacht bringen Bhola und Rani Jamal zurück über die Grenze. Rani hält es aus, dass Jamal sie zum Dank umarmt. Bhola und Rani beobachten Jamals Rückkehr zu seiner Familie. Die Mutter ist außer sich, dass er so spät erscheint und sich die Haare abgeschnitten hat. Unter ihren Schlägen beginnt er zu lachen und auch Bhola und Rani lächeln, als sie im Dunkel der Nacht verschwinden.

## Produktion
Little Terrorist wurde von November 2003 bis März 2004 in einem Wüstengebiet im indischen Rajasthan gedreht. Während Bhola-Darsteller Sushil Sharma bereits als Schauspieler für Theater und Fernsehen tätig gewesen war, hatten Julfuqar Ali und Megnaa Mehtta vor Little Terrorist noch die vor der Kamera gestanden. Die Kostüme schuf Modedesignerin Ritu Kumar, die Mutter von Regisseur Ashvin Kumar. Der Film erlebte am 29. August 2004 auf dem World Film Festival in Montreal seine Weltpremiere. Es folgten zahlreiche internationale Festivalaufführungen.

## Auszeichnungen
Auf dem Film Fest Gent gewann der Film 2004 den Prix UIP Ghent, wodurch er 2005 für einen Europäischen Filmpreis als Bester Kurzfilm nominiert wurde. Auf dem World Film Festival in Montreal erhielt der Film den ersten Preis als Bester Kurzfilm. Little Terrorist wurde 2005 für einen Oscar in der Kategorie Bester Kurzfilm nominiert.